# بن سیگموند
بن سیگموند (انگلیسی: Ben Sigmund؛ زادهٔ ۳ فوریهٔ ۱۹۸۱) یک بازیکن فوتبال اهل نیوزیلند است.
وی همچنین در تیم ملی فوتبال نیوزیلند بازی کرده‌است.